# Guguan
Guguan (auch San Felipe oder Farallon de Torres) ist eine kleine Vulkaninsel im Pazifischen Ozean. Sie gehört geographisch zum Inselbogen der Marianen und politisch zum Commonwealth der Nördlichen Marianen.
Guguan liegt 30 Kilometer südlich der Insel Alamagan, 67 Kilometer nordnordöstlich der Insel Sarigan sowie etwa 250 Kilometer nördlich von Saipan, der Hauptinsel der Nördlichen Marianen. Die nahezu runde Insel ist 2,8 Kilometer lang, 2,3 Kilometer breit und weist eine Fläche von 3,87 Quadratkilometer auf. Guguan besteht aus zwei Stratovulkanen, von denen der südliche eine Höhe von 287, der nördliche eine Höhe von 263 Metern über dem Meer erreicht. Der einzige registrierte Ausbruch fand um 1883 statt. Dabei trat aus dem nördlichen Krater ein Lavastrom aus, der die Küste erreichte.
Guguan wurde 1668 vom Spanier Diego Luis de Sanvitores entdeckt, im Gegensatz zu anderen Inseln der Marianen jedoch nie nachweislich besiedelt. Die Insel war von 1899 bis 1918 Teil der Kolonie Deutsch-Neuguinea. Zwischen 1909 und 1912 war Guguan an Vogelfänger verpachtet. Drei japanische Vogelfänger fingen auf Guguan in drei Monaten 1730 Vögel, deren Federn in Europa zu Hutfedern verarbeitet wurden.
Ungestört von eingeschleppten Tierarten wie Ziegen oder Hauskatzen hat sich auf der Insel eine reichhaltige Flora und Fauna erhalten. So kommt auf Guguan unter anderem das seltene Lapérousehuhn (Megapodius laperouse) vor. Seit 1978 verbietet die Verfassung des Commonwealth der Nördlichen Marianen die Besiedlung Guguans. In den frühen 1980er Jahren wurde die Insel zum Naturschutzgebiet erklärt.